# Баньоре
Баньоре (итал. Bagnore) — деревня в Тоскане, центральная Италия, административно фракция коммуны Санта-Фьора, провинция Гроссето. На момент переписи 2001 года численность населения составляла 420 человек.
Баньоре находится в 60 км от Гроссето и в 2 км от Санта-Фьоры, расположено вдоль местной дороги, которая соединяет Санта-Фьору с Арчидоссо, на южной стороне горы Монте-Амиата. Баньоре было хорошо известно своими геотермальными источниками. Источники Аквафорте пользовались большой популярностью в XIX веке и были отмечены наградой на Всемирной выставке в Париже в 1900 году. В настоящее время источники уже не существуют. В 1997 году по проекту архитектора Стефано Боэри была построена крупная геотермальная электростанция для эксплуатации недр .
Деревня также известна как место смерти проповедника Давиде Лаццаретти.

## Достопримечательности

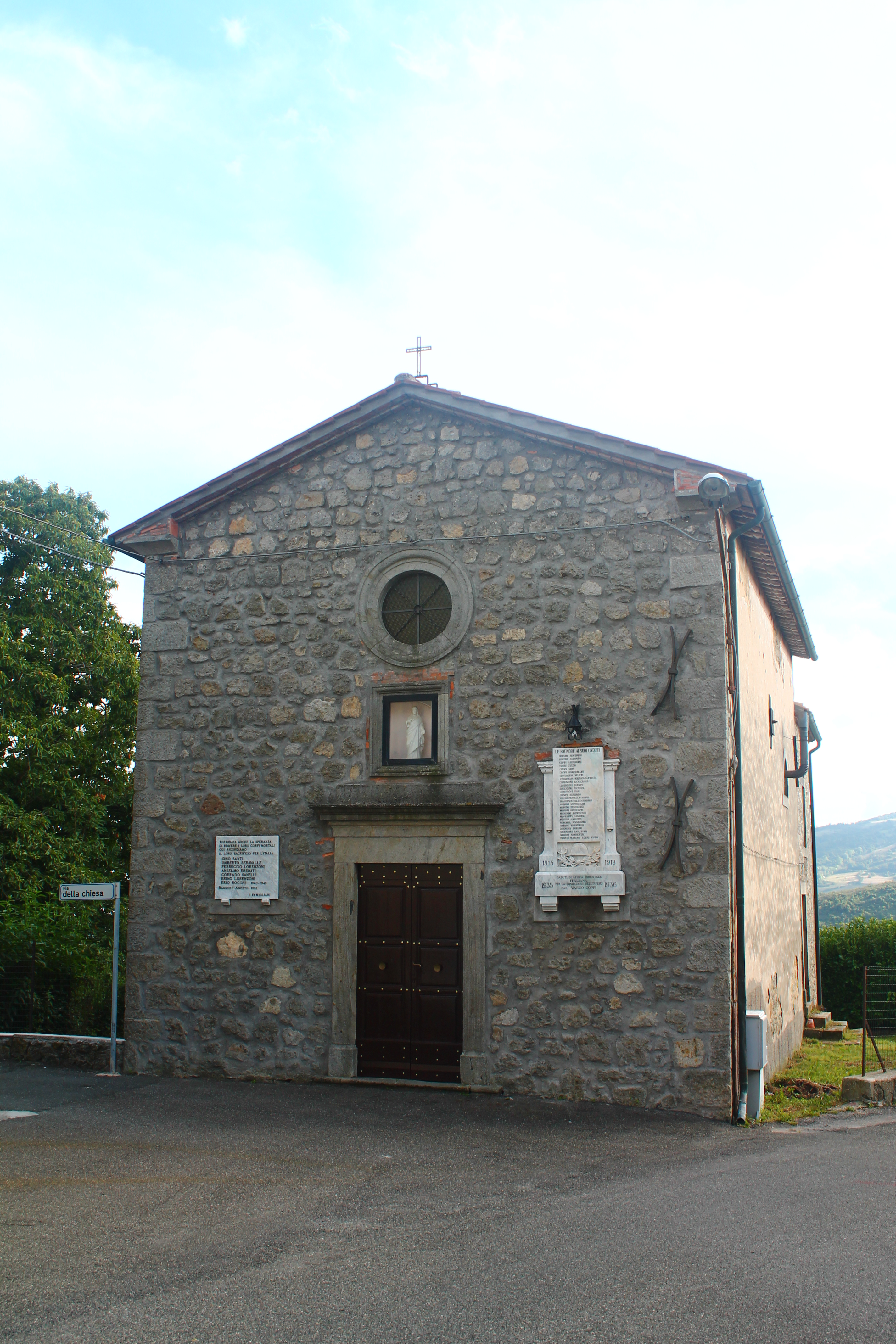
Старая церковь Баньоре

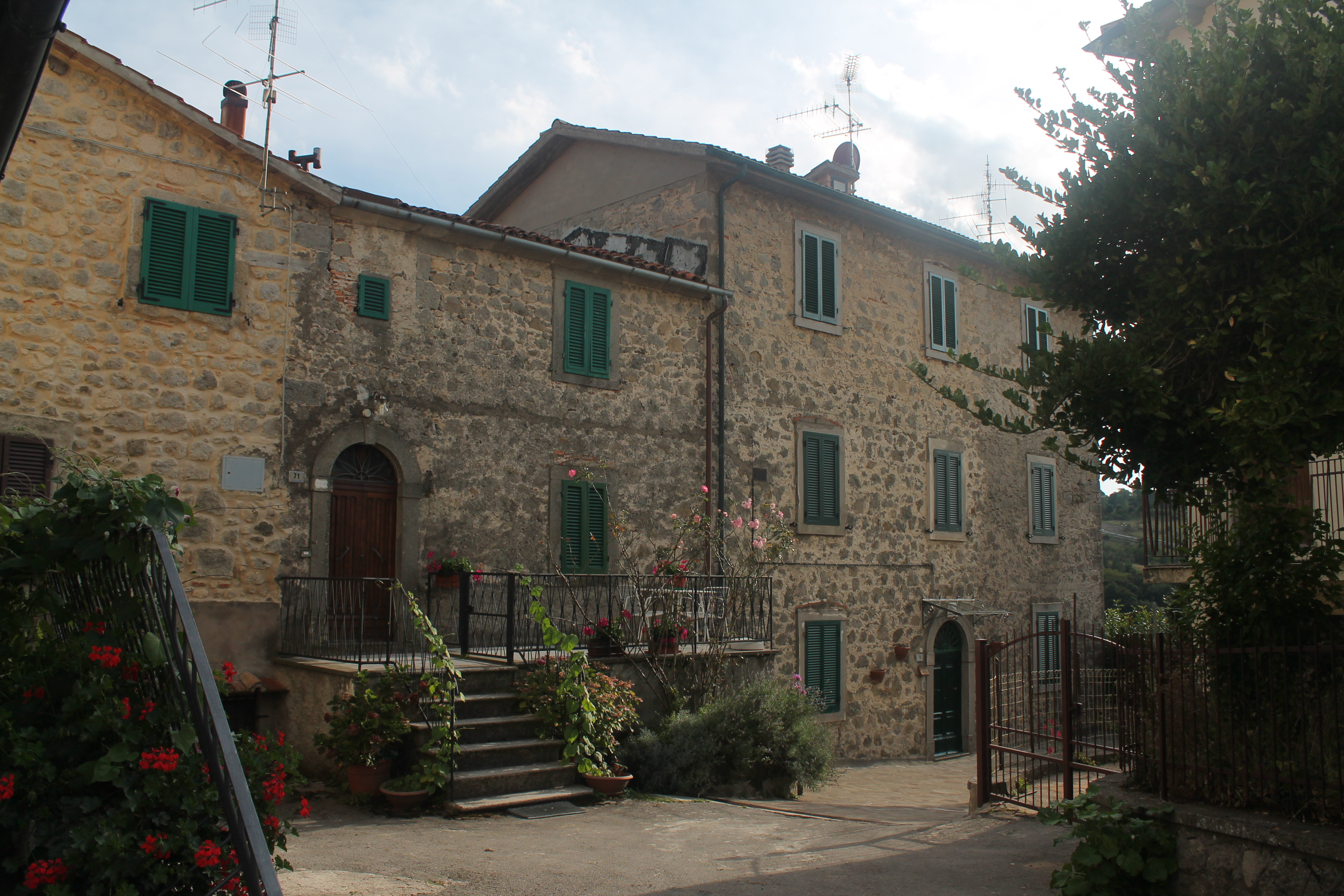
Улица в историческом центре Баньоре